# Santuari del panda gigante
I santuari del panda gigante (in cinese: 四川大熊貓棲息地, Sìchuān Dàxióngmāo Qīxīdì) sono un gruppo di aree protette che si trova nella parte sud-occidentale della provincia di Sichuan, in Cina, all'interno delle quali si trova circa un terzo di tutti gli esemplari di panda gigante del mondo.
Il complesso di parchi si estende su di una superficie di 9.245 chilometri quadrati, divisi in sette riserve naturali e nove parchi naturali, sui Monti Qionglai e Jiajin. Oltre ai panda giganti, qui si possono trovare anche altre specie ad alto pericolo di estinzione, come il panda minore, il leopardo delle nevi e il leopardo nebuloso. Questo è anche uno dei luoghi con la maggior biodiversità del mondo per quanto riguarda la vegetazione, escludendo la foresta pluviale: sono state censite infatti quasi 6.000 specie di piante. Le foreste che si trovano qui sono considerate molto simili a quelle che dovevano esserci durante l'era Terziaria. Nel 2006 i santuari del panda gigante di Sichuan sono stati inseriti nell'elenco dei Patrimoni dell'umanità dell'UNESCO.
I santuari del panda gigante (in cinese: 四川大熊貓棲息地, Sìchuān Dàxióngmāo Qīxīdì) sono un gruppo di aree protette che si trova nella parte sud-occidentale della provincia di Sichuan, in Cina. Qui si trova circa un terzo di tutti gli esemplari di panda gigante del mondo. Il complesso di parchi si estende su di una superficie di 9.245 chilometri quadrati, divisi in sette riserve naturali e nove parchi naturali, sui monti Qionglai e Jiajin. Oltre ai panda giganti, qui si possono trovare anche altre specie ad alto pericolo di estinzione, come il panda minore, il leopardo delle nevi e il leopardo nebuloso. Questo è anche uno dei luoghi con la maggior biodiversità del mondo per quanto riguarda la vegetazione, escludendo la foresta pluviale: sono state censite infatti quasi 6.000 specie di piante. Le foreste che si trovano qui sono considerate molto simili a quelle che dovevano esserci durante l'era Terziaria. Nel 2006 i santuari del panda gigante di Sichuan sono stati inseriti nell'elenco dei Patrimoni dell'umanità dell'UNESCO.